# Lijst van eigenaren van Kasteel Croy
Het Kasteel Croy is in handen geweest van vele families, en een reconstructie is niet meer geheel mogelijk, mede omdat er door oorlogsgeweld in 1587 vele archiefstukken verloren zijn gegaan. Het gebied kende meerdere heerlijkheden, behalve Croy (kasteel en landgoed van 2400 ha) ook Stiphout, Aarle, Rixtel, en Beek. Deze vormden tot 1642 één geheel, maar ze zijn door de toenmalige formele leenheer, Filips IV van Spanje afzonderlijk uitgegeven, waarbij Croy en Stiphout bijeen zijn gevoegd. Deze situatie heeft geduurd tot 1968, toen Stiphout bij Helmond werd gevoegd en Croy door een grenscorrectie weer bij Aarle-Rixtel kwam.
De volgende namen worden genoemd, zij het summier:
1. ?? - 1477 · Rutger van Erp
2. 1477-1494 · Jacob van Croy, domheer van Keulen en Luik
3. 1494-1509 · Cornelis van Glymes
4. 1509-1522 · Maximiliaan van Glymes (Van Glymes)
5. 1522-1544: Anna van Bergen
6. 1544-1571 · Jan Oudart, door koop, onzeker
7. nn. Oudart x Jan van den Dobbelsteen; dochter: Anna van den Dobbelsteen
8. 1571-1598 · Anna van den Dobbelsteen x Peter van Hambroeck (Hambroich); zoon: Johan
9. 1598-1600 · Johan van Hambroeck
10. 1600-1610 · Joseph de Deckere, oudste zoon Adriaan, door koop
11. 1610-1610 · Wolter van Landwijck, door koop
12. 1610-1617 · Adriaen de Deckere, door naasting
13. 1617-1621 · Thomas van Stakenbroeck, door koop
14. 1621-1627 · Gerard van Vladeracken x Geertrui van Stakenbroeck, door koop
15. 1627-1666 · Everard van Boshuysen (1592-1654) x Wijberta van Leefdael, dochter:
16. 1666-1683 · Margaretha Clara van Boshuysen (1632-1682) x Filips van Leefdael, dochter:
17. 1683-1700 · Agnes van Leefdael (1650-??) x Jacques Eustatius van Coudenhoven (1650-??)
18. 1700-1711 · Johan Filips van Leefdael x Isabella van Boshuysen, door koop
19. 1711-1717 · Cornelia van Leefdael x Jean de Coutereau
20. 1717-1729 · Gerard-Willem de Greve x Margaretha van Coudenhoven, door koop
21. 1729-1732 · Maria de Greve x Carel Adolph de Lucke
22. 1732-1737 · Lucas Decker, door koop
23. 1737-1740 · Willem Decker, door koop
24. 1737-1763 · Melchior Joost van Someren van Vrijenes x Aletta Tulleken, verkoop na dood Melchior
25. 1763-1772 · Willem August Sirtema van Grovestins, door koop
26. 1772-1778 · Jan Anthony van der Brugghen, door koop
27. 1778-1828 · Johan Carel Gideon van der Brugghen x Margaretha Gertruda Falck, door koop
28. 1828-1873 · Margaretha Gertruda Falck en kinderen George (†1864), en Constance van der Brugghen (†1873)
29. 1873-1977 · Stichting Geloof, Hoop en Liefde, bejaardentehuis van Zusters van Liefde van Tilburg
30. 1977-heden · Stichting Geloof, Hoop en Liefde, die het kasteel vanaf 1988 verhuurt als kantoor aan commerciële bedrijven.

## Externe bron
- Henk van Beek en Wim Daniëls, 2007, Kasteel Croy. Eindhoven: Kuux Media.